# الاحتلال البريطاني لمانيلا
الاحتلال البريطاني لمانيلا يمثل مرحلة في تاريخ الفلبين الاستعماري عندما احتلت الإمبراطورية البريطانية العاصمة الاستعمارية الإسبانية مانيلا وميناء كافيت الرئيسي المجاور لمدة عشرين شهرًا منذ عام 1762 حتى 1764.
أراد البريطانيون استخدام مانيلا كميناء إعادة تصدير بهدف التجارة في المنطقة بالأخص مع الصين. بالإضافة إلى ذلك، قُدِّمت فدية إلى البريطانيين لقاء عدم استمرارهم بنهب أو حرق المدينة. تمكنت حركة المقاومة التابعة للحكومة الاستعمارية الإسبانية المؤقتة التي أنشأها أعضاء محكمة الجمهور الملكي في مانيلا بقيادة نائب الحاكم سيمون دي أنداي سالازار إلى جانب حلفائهم الفلبينيين من منع القوات البريطانية من السيطرة على الأراضي خارج مدينتي مانيلا وكافيت المجاورتين. انتهى الاحتلال البريطاني كجزء من التسوية السلمية لحرب السنوات السبع.

## خلفية
في ذلك الوقت، كانت بريطانيا وفرنسا من ضمن الأطراف المتحاربة فيما سُمي لاحقًا حرب السنوات السبع. مع تصعيد الحرب، أصبحت الحكومة الإسبانية المحايدة قلقة من أن سلسلة الخسائر الفرنسية الكبرى على أيدي البريطانيين قد أصبحت تشكل تهديدًا للمصالح الإسبانية. وقد نجحت فرنسا في التفاوض على معاهدة مع إسبانيا عُرفِت باسم «ميثاق الأسرة» وجرى التوقيع عليها في 15أغسطس عام 1761. بعد عقد مؤتمر سري إضافي، أصبحت إسبانيا ملزمة بتحضير الاستعدادات بسرعة للحرب ضد بريطانيا. أعلنت بريطانيا الحرب ضد إسبانيا لأول مرة في 4 يناير عام 1762. في 18 يناير 1762، أصدرت إسبانيا إعلان الحرب الخاص بها ضد بريطانيا.
في 6 يناير عام 1762، وافق مجلس الوزراء البريطاني بقيادة رئيس الوزراء جون ستيوارت على مهاجمة هافانا في الهند الغربية، ووافق على خطة العقيد ويليام دريبر بالاستيلاء على مانيلا بالاعتماد على قواته التي كانت موجودة مسبقًا في الهند الشرقية. كان دريبر قائد وحدة الفوج 79 مشاة، الذي تمركز في مدينة مدراس في الهند البريطانية. بعد أسابيع، وقّع الملك جورج الثالث على التعليمات التي سمحت لدريبر بتنفيذ مخططه مؤكدًا أنه عبر استغلال «الحرب القائمة مع إسبانيا» قد تتمكن بريطانيا من ضمان توسعها التجاري في فترة ما بعد الحرب. كانت مانيلا واحدة من أهم المدن التجارية في آسيا خلال تلك الفترة، وكانت شركة الهند الشرقية البريطانية ترغب ببسط نفوذها على الأرخبيل. نتيجة لذلك، كان هناك تكهنات بأن تعاني تجارة إسبانيا من «ضربة قاصمة».
لدى الوصول إلى الهند، تلقى دريبر ترقية مؤقتة لرتبة عميد. وافقت لجنة سرية تابعة لشركة الهند الشرقية على توفير حاكم مدني لإدارة الجزر، وفي يوليو 1762، عينت اللجنة داوسون دريك ليشغل المنصب.

### الغزو البريطاني لمانيلا
في 24 سبتمبر عام 1762، انطلق أسطول بريطاني ضمَّ ثماني سفن خطية وثلاث فرقاطات وأربع سفن مؤن بحصيلة قوة 6839  جنود نظاميين وبحارة ومشاة البحرية (مارينز)، وأبحر ضمن خليج مانيلا من مدينة مدراس. استولت البعثة بقيادة العميد ويليام دريبر والأميرال الخلفي صموئيل كورنيش على مانيلا «أكبر حصن إسباني في غرب المحيط الهادئ».
لم تكن الهزيمة الإسبانية مفاجئة حقًا. توفي الحاكم العام السابق للفلبين بيدرو مانويل دي أرانديا عام 1759، ولم يستطع بديله العميد فرانسيسكو دي لا توري الوصول بسبب الهجوم البريطاني على هافانا في كوبا. عيّن التاج الإسباني رئيس أساقفة مانيلا «مانويل روغو ديل ريو إي فييرا» المكسيكي المولد كنائب حاكم مؤقت. ارتُكبت العديد من الأخطاء من قبل القوات الإسبانية وهذا يعود بصورة جزئية إلى حقيقة أن الحامية كانت بقيادة رئيس الأساقفة عوضًا عن قائد عسكري نظامي.
في 5 أكتوبر عام 1762 (4 أكتوبر حسب التقويم المحلي)، في الليلة السابقة لسقوط مدينة مانيلا المسوّرة، أقنع الجيش الإسباني روغو بالدعوة لعقد مجلس حرب. رَغِب رئيس الأساقفة إعلان الاستسلام مراتٍ عديدة لكنه مُنع من ذلك. في ذلك اليوم، نجح البريطانيون مستخدمين المدفعية الثقيلة باختراق جدران حصن سان دييغو. أفرغت فرقة الاستطلاع الخندق من المياه، وأسقطوا المدافع عن ذلك الحصن، إلى جانب الحصنين المجاورين، سان أنديز وسان أوغينو. بالإضافة لذلك، أضرموا النار في أجزاء من البلدة، واقتادوا القوات الإسبانية بعيدًا عن الجدران. وفي فجر 6 أكتوبر، هاجمت القوات البريطانية الثغرة واستولت على الحصون دون أن تواجه مقاومة تذكر.
خلال الحصار، فقد الأسبان ثلاثة ضباط ورقيبين و50 مشاة خط و30 مدنيًا من ميليشيا الجيش الشعبي، فضلًا عن وقوع العديد من الجرحى. وقع في صفوف المواطنين 300 قتيل و400 جريح. عانى المحاصِرون من 147 إصابة بين قتيلٍ وجريح من ضمنهم ستة عشر ضابطًا. وقد أطلق الأسطول على المدينة أكثر من 5 آلاف قنبلة وأكثر من 20 ألف قذيفة.

## الاحتلال
حالما سقطت مانيلا بيد القوات البريطانية «بدأ الجنود بالسلب والنهب». «كتب روغو أن عمليات النهب قد استمرت في الواقع ثلاثين ساعة أو أكثر. مع ذلك فقد ألقى باللائمة على خادمات منازل الإسبان الصينيّات والفلبينيّات بقدر اتهامه للجنود البريطانيين». كتب روغو في صحيفته واصفًا الأحداث: «سُلِّمت المدينة لعمليات النهب الوحشي التي استمرت لمدة أربعين ساعة، ولم تستثن الكنائس والمطرانية وجزء من القصر. على الرغم من اعتراض الكابتن-الجنرال (سيمون دي أندي سالازار) في نهاية الأربع والعشرين ساعة الأولى، فقد استمرت عمليات النهب بشدة رغم أوامر الفريق الأول البريطاني (دريبر) بوقف عمليات النهب. أقدم روغو شخصيًا على قتل جندي بيديه عندما وجده مخالفًا لأوامره، وأمر بشنق ثلاثة آخرين». طالب البريطانيون بفدية قدرها أربعة ملايين دولار من الحكومة الإسبانية ووافق حينها روغو عليها تفاديًا للمزيد من الدمار.
في 2 نوفمبر عام 1762، تولى داوسون دريك من شركة الهند الشرقية البريطانية منصبه كحاكم بريطاني لمانيلا. يساعده في ذلك مجلس مؤلف من أربعة أعضاء يتألف من جون إل. سميث وكلود روسيل وهنري بروك وصموئيل جونسون. عندما أدرك دريك بعد عدة محاولات أنه لم يحصل على الأصول التي كان يتوقعها، شكّل مجلس حرب، أسماه محكمة شوتري، الذي يتمتع بسلطة سجن أيّ شخص كان. وقد سُجن العديد من الإسبان والكريوليويين  والمستيزوسيين والصينيين والسكان الأصليين بتهمة جرائم أدانها النقيب توماس باكهاوس والتي «لم يعلم أحد بها غيره».
كوفئت البعثة البريطانية بعد الاستيلاء على سفينة الكنز فيليبينا المحملة بالفضة الأمريكية من أكابولكو، والسفينة الإسبانية سانتيسيما ترينيداد المحملة ببضائع صينية بعد معركة كافيت. وبلغت قيمة شحنة ترينيداد بمفردها 1,5 مليون دولار، وبلغت قيمة السفينة 3 ملايين دولار.

## العواقب والتداعيات
كان دييغو سيلانغ الذي تشجع بسبب الضعف الإسباني قد وُعِدَ بمساعدة عسكرية في حال تمكن من إشعال ثورة ضد الحكومة الإسبانية في إقليم إيلوكوس، ولكن تلك المساعدات لم تتحقق قطّ. وقد اغتيل سيلانغ فيما بعد على يد أصدقائه، وأُحبطت الثورة بعد أسر زوجته التي استولت على القيادة من بعده وأعدِمت مع بقية قوات المتمردين.
سلطان سولك محمد عليم الدين الأول الذي وقع معاهدة تحالف مع القوات البريطانية بعد أن حرروه من حصن سانتياغو في مانيلا حيث سجن هناك بتهمة الخيانة، أُخذ أيضًا مع قوات الإخلاء على أمل أن يكون مساعدًا بتنفيذ مطامح شركة الهند الشرقية في سلطنة سولك.
فرّ عدد من الجنود الهنود (سيبوي) من القوات البريطانية واستقروا في بلدات باسيج وتايتاي وكانتا في مقاطعة ريزال.
ادّعى دي لا توري أن البريطانيين دمروا السجلات ونهبوا القصر وأزالوا جميع المخازن البحرية في كافيت وهدموا مدينة مانيلا.
استمر النزاع في أوروبا لسنوات فيما يتعلق بدفع إسبانيا الجزء المستحق من الفدية التي وعد بها روغو كشرط الاستسلام، وتعويض بريطانيا عن التجاوزات التي ارتكبها الحاكم دريك ضد سكان مانيلا. إلا أن أسر سفينتي الكنز الإسبانيتين سانتيسيما ترينيداد و فيليبينا قد جعل من البعثة والاحتلال أمرًا مجزيًا لبريطانيا أكثر مما كان عليه الحال بالنسبة لشركة الهند الشرقية، فضلًا عن أنها تمثل خسارة فادحة لإسبانيا.